# Римска љубавна елегија
Римска љубавна елегија брзо је процветала у периоду прелаза с републике на царство и исто тако брзо замрла, оставивши као свој споменик дела четворице угледних песника: Гала, Тибула, Проперција и Овидија. Премда је у Риму постојала само кратко време, љубавна је елегија ипак значајна превасходно из два разлога: прво зато што је представљала оригинални изум римских песника те зато што је касније била један од најважнијих античких модела за европску љубавну лирику. С римском су елегијом, наиме, многим нитима сједињени љубавни изливи средњовековних латинских ваганата (»песника-луталица«) и провансалских трубадура, лирика хуманиста и поезија 17. и 18. века. 
Римска елегија потекла је од узора многих и различитих, како грчких тако и римских. Већ врло дуго поставља се у савременој науци питање првобитне садржине старогрчке елегије па и значење саме грчке речи elegeíon, као да је то одлучујуће за расветљавање ове књижевне врсте. Данас је најраспрострањеније мишљење да је песма коју су Грци звали éлегос, а која је дала име стиху – elegeíon (тј. métron) – добила назив по фригијској речи елегн »фрула«, па би тако елегија била негрчка реч и означавала би првобитно »песму уз фрулу«. Мада са становишта филологије и компаратистике занимљиво, одгонетање термина »елегија« за историју класичне грчке, а посебно римске књижевности сасвим је неважно јер и најстарије сачуване грчке елегије обрађују веома различите теме. Осим тога, већ најстарији помени термина елегија у грчкој књижевности односе се на сваку песму писану у дистиху састављеном од хексаметра и пентаметра, без обзира на њену садржину. 
Римски су елегичари, дакле, од грчке елегије преузели пре свега њен облик. Најстарије грчке елегије, које се јављају крајем 8. и почетком 7. века, биле су винске, гозбене и њима сличне песме. Често је реч о гозбама и пијанкама по војним логорима, па се у елегијама храбре војници и говори се о рату и домовини, као у елегијама Калина, Тиртеја и Мимнерма. Из такве се елегије, чини се, развила Солонова политичка елегија (крај 7. и почетак 6. века). Јављају се, најзад, и елегије с историјском тематиком: Мимнермо је описивао историју Смирне, а Семонид историју Самоса. Одвојено стоје елегије као вотивни натписи на разним предметима и надгробни натписи, епитафи. Такви се епиграми у елегијском дистиху лако могу развити у кратке елегије, што су практиковали александријски песници, а у Рим први увео Катул (ц. 101) :
Многим прошавши земљама, морима пловећи многим,
брате, на несрећни гроб долазим овај сад твој,
последњим даром да тебе посмртним дарујем овде,
залуд да прозборим реч, неми да утешим прах,
кад ми већ окрутна судбина живога уграби тебе,
брате злосрећни мој, други што наставаш свет!
Сада, пак, ово што дајем по предачком закону древном
овај жалостан дар, који ти стављам на гроб,
прими, јер то су братове сузе натопиле многе;
збогом за векове све, брате, и вечан ти мир.
За развој римске субјективне елегије посебно је значајна појава љубавних епиграма у хеленистичком песништву јер су песме таквог облика и такве садржине у грчкој књижевности 6. и 5. века веома ретке. То не значи да еротике није било у раној грчкој елегији, посебно у винским и гозбеним песмама. Мада су нам изгубљене, знамо за збирке елегија које су стари грчки елегичари називали именима својих драгана и миљеника. Мимнермо је око 600. п. н. е. објавио збирку елегија и дао јој име Нано, јер се наводно тако звала његова драгана. Али из сачуваних је фрагмената видљиво да су те песме биле делом митолошке делом историјске садржине. Било је у њима и туге за пролазношћу живота и љубавне чежње, али се не може тврдити да је песников лични љубавни доживљај заузимао значајније место, а свакако није био главна тема Мимнермових елегија. Око 400. п. н. е. Антимах из Колофона саставио је у елегијском дистиху песму Лиђанка, наводно тражећи утеху после смрти своје драгане или жене. Али и у тој песми као да није било готово ничега личног: биле су то, чини се, приче о несрећним љубавима и љубавним патњама митских и легендарних личности. Потоњи се александријски песници, када пишу у елегијском дистиху, махом угледају на Антимаха. Тек ови хеленистички песници чешће у елегији певају о љубавним патњама, као Калимах и Филета с Коса, Фанокле и Хермесијанакт. Али ни они, чини се, нису певали сопствену љубав, него митске и легендарне љубави богова и хероја, остајући тако доследно у оквирима грчке елегијске традиције која води преко Антимаха до старога Мимнерма. Све нам то казује да је у грчкој љубавној елегији главно место имала митска љубавна приповест, а лични песников осећај љубави служио је само као повод песми. У римској елегији елементи имају обратни распоред: митске се љубавне приче као примери распоређују око централног песниковог љубавног догађаја. Јасно је, међутим, да је у садржинском погледу римска љубавна елегија везана не само за Калимаха и Мимнерма, већ и за старогрчку љубавну лирику 7. и 6. века п. н. е., за Архилоха и Сапфу. Стварању субјективне елегије допринели су, поред тога, и еп и епилиј, теокритовска идила и пасторала, нова комедија и трагедија, у којој од Еурипидовог времена љубавне патње играју све већу улогу. 
Непосредан претходник римских елегичара био је Катул са својим песмама упућеним Лезибији. Он такође тежи да своју љубав уздигне изнад свокодневног живота. Мада код њега нема оне специфичне црте римске елегије, њене карактеристичне стилизације заљубљеног песника и сликања љубавних проживљавања као средишта живота, међу Катуловим великим песмама постоји љубавна елегија потпуно субјективног карактера, прва у римској књижевности (ц. 76).
Римска љубавна елегија настаје у четрдесетим и тридесетим годинама 1. века п. н. е., у време када је Вергилије у Пастирским песмама продубљивао осећајну страну пастирске љубави. Бежање у сеоску идилу и код младог је Вергилија првобитно бекство од насиља и опасности не само грађанских ратова него и Августовог мира, а тек се секундарно везује за царев програм обнове италскога села. Тако је и љубавна елегија пре свега оваплоћивала исти онај идеал живота приватног човека и стварала привид животне оријентације ван учешћа у државним пословима, уобичајеног за грађане полиса, далеко од трке за зарадом и почастима. У том се смислу за рану римску елегију може утврдити да је »ангажована« јер је на посредан начин изражавала незадовољство новим поретком, али ту актуелност она, дакако, губи с учвршћивањем царства.